# Angelika Richter (Schauspielerin)
Angelika Richter (* 4. Juli 1972 in Leipzig) ist eine deutsche Schauspielerin.

## Leben
Sie absolvierte ihre Schauspielausbildung von 1995 bis 1998 am renommierten Max-Reinhardt-Seminar in Wien. Noch während der Schulzeit spielte sie 1996 in der Uraufführung von Joshua Sobols Alma - A Show Biz ans Ende bei den Wiener Festwochen unter der Regie von Paulus Manker. Im Anschluss an ihre Ausbildung spielte Angelika Richter ein Jahr am Burgtheater Wien (Christopherl in Johann Nestroys Einen Jux will er sich machen an der Seite von Karlheinz Hackl, Regie: Achim Benning) und wechselte dann ans Hamburger Thalia Theater. Dort arbeitete sie mit Karin Henkel, Jürgen Flimm und Robert Wilson. Anschließend folgten Engagements am Schauspielhaus Bochum unter Matthias Hartmann (u. a. als Hotelpage in der Uraufführung von Pancomedia von Botho Strauß). Seit 2005 hatte sie Gastengagements am Deutschen Schauspielhaus in Hamburg, am Schauspiel Köln und am Schauspiel Staatstheater Stuttgart.
Daneben wirkte sie noch in deutschen Fernsehproduktionen mit. Einem breiteren Publikum wurde Angelika Richter durch die Fernsehserie Stromberg bekannt, in der sie die Rolle der Nicole Rückert spielte.

## Theaterrollen (Auswahl)
- 2010: Gute Werke im Jedermann bei den Salzburger Festspielen
- 2012: Generalin Jepantschina in Der Idiot am Schauspiel Köln

## Filmografie
- 1999: Alma - A Show Biz ans Ende (Miniserie, 3 Folgen)
- 2002: Der Narr und seine Frau heute Abend in Pancomedia (Fernsehfilm)
- 2005: Der Hauptmann von Köpenick  (Fernsehfilm)
- 2005–2007: Stromberg (Fernsehserie)
- 2009: Pastewka (Fernsehserie)
- 2012:  Mittlere Reife
- 2012:  Was bleibt
- 2012–2019: Vier Frauen und ein Todesfall (Fernsehserie, 24 Folgen)
- 2013:  Schwestern
- 2014: Stromberg – Der Film
- 2018: Der Tatortreiniger, NDR (Folge Der Kopf)
- 2018: Tatort: Treibjagd (Fernsehserie)
- 2020:  Falk (Fernsehserie, 1 Folge)
- 2021: Morden im Norden (Fernsehserie, Folge Diva)
- 2021: Sörensen hat Angst
- 2023: Tatort: Donuts
- 2024: Vorübergehend glücklich (zweiteiliger Fernsehfilm)
- 2024: Tatort: Letzter Ausflug Schauinsland
- 2024: Stille Nacht, raue Nacht (Fernsehfilm)